# オオタナゴ
オオタナゴ（大鱮 Acheilognathus macropterus）は、コイ科のタナゴ亜科タナゴ属に属する淡水魚の一種。中国オオタナゴとも呼ばれる。ロシアのアムール川水系から中国沿岸部全域、朝鮮半島、ベトナム北部にかけて広範に分布する。日本には自然分布しないが、霞ヶ浦などで帰化定着していることが確認され外来種問題となっている（後述）。

## 形態
体形は著しく側扁し体高が高い。全長20cm以上、最大では27.5cmに達しタナゴ類としては非常に大型で、その大きさが和名の由来となっている。ただし地域個体群により最大体長の差は大きく、以前はそれぞれ別種として分類されていた。小型の個体群では10 cm程度にとどまり、霞ヶ浦において2007年の時点で観察されるものはほとんどが12 cm以下となっている。
種小名 macropterus は「大きな鰭」の意で、命名由来のとおり背鰭と臀鰭は分岐軟条数が多く大きい。原産地中国での呼称は「大鳍鱊」である。稚魚期は背鰭に稚魚斑とよばれる黒色斑があるが、成長とともに消失する。
体色は銀白色で、鰓ぶたの後部に青色小斑があり、体軸後半部には縦条がうっすらと入る。口ひげはあるが非常に短く痕跡的で、拡大観察により辛うじてそれと判別できる程度である。背鰭分岐軟条数は15-18。側線鱗数、脊椎骨数はともに34-37。形態はイタセンパラによく似るため、戦前には日本の研究者が「両者は同種なのでは」と考えたこともあった。

## 生態
湖沼や河川下流域、用水路などの緩水域ないし止水域に生息する。雑食性で、小型の甲殻類や水生昆虫、付着藻類などを食べる。
繁殖期はタイリクバラタナゴなどと同様に春から夏までの比較的長期間にわたり、霞ヶ浦における繁殖盛期は5月-6月初旬。繁殖期の雄は体色が暗くなるとともに淡いピンクに染まり、下腹部が黒くなる婚姻色を呈する。背鰭は黒に、臀鰭は白と黒に縁取られ、吻先には追星が出る。婚姻色はタナゴ類としては地味である。一方、メスは産卵管を80-100mmほど伸ばし、タナゴ類では最も長くなる。
他のタナゴ類と同様にイシガイ科の淡水生二枚貝を産卵母貝とし、貝の外套腔内に産卵する。孵化した仔魚はそのまま貝の中で卵黄を吸収しつつ成長し、他のタナゴ類より短期間（2週間ほど）で全長約9mmになり貝から泳ぎ出る。以後も急速に成長し、秋には60mmほどの大きさになる。自然界での寿命は1-2年で、2年以上生きる個体はごく少なく成魚全体の1割未満である。

## 利用
タナゴ類としては大型だが身が薄く小骨が多いため、ほとんど食用には供されない。寄生虫を保持する可能性もあり生食には危険をともなう。日本では釣りの対象魚となっている。

## 外来種問題
2001年より、本種が霞ヶ浦で確認されるようになった。移入経路については、観賞魚として日本国内に持ち込まれ遺棄されたものが繁殖したとする説や、食用または淡水真珠の養殖用として輸入された中国産ヒレイケチョウガイに種苗が混入していたとする説がある。水産試験場や市民団体の現地調査によれば、当初は新利根川河口部などで少数が採捕されるのみであったが年々生息範囲と個体数が急増し、2007年の時点において霞ヶ浦全域で定着している。
本種は大型であるため、在来タナゴ類とのイシガイなどの産卵母貝争奪戦において優勢であり、タナゴやアカヒレタビラを駆逐して置き換わったものと考えられる。本種同様に霞ヶ浦における大型の移入タナゴであるカネヒラは秋が繁殖期で、春夏に繁殖する本種とは競合を起こしにくく、増殖の妨げにはなっていない。飼育個体の遺棄や釣り人による移殖など、今後さらに人為的な拡散が行われる可能性も指摘される。
2008年現在も利根川水系などを通じて周辺水域へ新たに分布を広げつつあるとみられ、印旛沼や手賀沼でも生息が確認されている。在来種の絶滅など生態系に大きな影響を及ぼす可能性もあるとして対策の必要性が議論されており、環境省は2016年に本種を特定外来生物に指定した。